# Baliadangi
Baliadangi är ett underdistrikt i Bangladesh. Det ligger i den nordvästra delen av landet, 300 kilometer nordväst om huvudstaden Dhaka.
Trakten runt Baliadangi består till största delen av jordbruksmark. Runt Baliadangi är det tätbefolkat, med 849 invånare per kvadratkilometer.